# 中山路街道 (昌吉市)
中山路街道，是中华人民共和国新疆维吾尔自治区昌吉回族自治州昌吉市下辖的一个乡镇级行政单位。

## 行政区划
中山路街道下辖以下地区：
田园社区、天山社区、三畦村、九家沟村、夹滩村、北沟一村、北沟二村、小渠子一村、小渠子二村、小渠子三村、苗圃一村、苗圃二村、苗圃三村和八工二村。